# Носов Костянтин Григорович
Костянтин Григорович Носов (5 серпня 1937, місто Сталінськ, тепер Новокузнецьк Кемеровської області Російська Федерація — 7 січня 1996, Москва, похований у місті Магнітогорську) — український радянський діяч, директор металургійних комбінатів. Депутат Верховної Ради УРСР 11-го скликання. Член ЦК КПУ в 1986—1990 роках. Народний депутат СРСР у 1989—1991 роках. Кандидат технічних наук (1990).

## Біографія
Народився в родині інженера-металурга. У 1939 році родина переїхала у Магнітогорськ.
У 1959 році закінчив Магнітогорський гірничо-металургійний інститут.
У 1959—1960 роках — підручний сталевара мартенівського цеху № 3, у 1960—1965 роках — майстер виробництва мартенівського цеху № 1 Магнітогорського металургійного комбінату імені Леніна.
Член КПРС з 1962 року.
У 1965—1973 роках — начальник зміни, заступник начальника, начальник мартенівського цеху № 1 Магнітогорського металургійного комбінату імені Леніна.
У 1973—1975 роках — головний сталеплавильник Західно-Сибірського металургійного заводу в місті Новокузнецьку Кемеровської області. У 1975—1979 роках — заступник головного сталеплавильника, заступник начальника виробничого відділу Магнітогорського металургійного комбінату імені Леніна.
У 1979—1981 роках — слухач Академії народного господарства при Раді Міністрів СРСР.
У 1981—1982 роках — головний інженер — заступник директора Макіївського металургійного заводу імені Кірова Донецької області.
У 1982—1986 роках — директор Дніпровського металургійного комбінату імені Дзержинського Дніпропетровської області.
У 1986—1993 роках — генеральний директор Криворізького металургійного комбінату «Криворіжсталь» імені Леніна Дніпропетровської області.
У 1993—1996 роках — віце-президент Міжнародної Інженерної Академії у Москві.

## Нагороди
- орден Леніна (1986)
- орден Трудового Червоного Прапора (1971)
- медалі
- лауреат премії Ради Міністрів СРСР (1991)